# Рід Садока
Рід Садока (лінія священства) – династія священників, що згадуються в Святому Писанні.
Садок (праведний) - первосвященик під час Давида (2 Цар. 8:17; 20:25), син Ахитува, з лінії Елеазара. Коли Давид утік від Авесалома, він хотів супроводжувати його з ковчегом, але Давид звелів йому повернутися в Єрусалим, звідки він підтримував зв'язок з царем (2 Цар. 15:24 і дав.). У той час, коли Авиафар допомагав Адонією, Соломон зробив Садока єдиним первосвящеником і главою духовенства (3Цар.2: 35). Завдяки піднесенню в духовному середовищі Садока, служіння первосвящеників перейшло від роду Іфамара до роду Елеазара, до якого належав і Садок. Рід Садока процвітав довгий час. Самим знаменитим нащадком Садока був Ездра. "А по цих пригодах, за царювання Артаксеркса, царя перського, Ездра, син Азарії, сина Хійлкійї, син Шаллумових, син Садока" (Ездр.7: 1,2). «Сини Садока» згадуються як священики в новому храмі, який описує Єзекіїль (Єз. 40:46; 44:15; 48:11).

## Священство Ааронов
Танах записує, як до смерті Аарона в Хор-Хаар, його супроводжував його брат Мойсей, а також його (старший син Аарона) Елеазар та молодший син Ітамар. Після входу в печеру, де помер Аарон, він бачив, як його брат Мойсей одягнув свого старшого сина Елеазера одягом первосвященика, як посвячення первосвященству. 
Єврейські коментарі в Біблії виражають, що церемонія посвячення була каталізатором того, що всі майбутні кандидати первосвященства стануть патрилінейними нащадками Елеазара, старшого сина Аарона, а не Ітамара - молодшого сина. Аналогічно, єврейська Біблія розповідає, як у той час Фінеас, син Елеазара, принизив Божий гнів, заслужив божественне благословення Божого.
Фінеас, син Елазара, сина Ахрона, Кохена ... «Ось я даю йому Мій заповіт миру, і він, і його потомство буде за ним, а завітом вічного священства в свою чергу своєї ревності за свого Бога , і він окупив синів Ізраїля». (Числа 25:13).
Перший крок у напрямку централізації культу Бога Ізраїлю був зроблений царем Давидом, який, перенісши в царську столицю, Єрусалим, Ковчег Заповіту, встановив тим самим зв'язок між формуванням національно-політичної єдністі ізраїльських племен і їх релігійною єдністю. Назва епосі дав Перший храм, побудований Соломоном (965 - 928 роки до н.е.). Єрусалимський храм був державним святилищем, що містяться на кошти царської скарбниці, а члени жрецької колегії Храму були державними чиновниками, які призначалися царем. Цар не тільки контролював функціонування Храму, але і приймав рішення з питань чисто культового характеру. Можливість втручання в сферу богослужіння коренилася в ідеї богообраності царя, що перетворювало його в священну персону. Піднесення Єрусалимського храму і перетворення його в офіційне святилище підірвало престиж місцевих святилищ і сприяло централізації релігійної влади. 

## Перський період
Першим первосвящеником після повернення з полону став Ісус. Пророцтва Огія та Захарія звернені саме до нього. Первосвященика Ісуса прийнято вважати уособленням або передвісником Христа, нашого великого первосвященика.
Іоаким - первосвященик післяполонного періоду (Неем.12: 12), син Ісуса (ст. Неем.10 26), сучасника Зоровавеля (1Ездр.2: 2, 3: 2), і батько Елиашива (Неем.12: 10), первосвященика при Неємія (Неем.3: 1).
Елеошів - юдейський первосвященик за часів перського намісника Неємії. Син Іоакима. Сприяв відновленню овечих воріт і частини Єрусалимської стіни (Неєм 3: 1). До сильного обурення Неємії, він влаштував для Товія, свого родича, кімнату в Храмі, в якій зберігалися різні священні речі, які вживаються при священнослужінні. Ця кімната, ймовірно, була щось в роді сучасних ризниць, що влаштовуються в православних храмах (Неєм 13: 4, 9).
Йояда - син Елиашива і батько Йонатана, один з первосвящеників пізнішого часу, що жив після повернення з полону, при Неємії.
Йоханан - онук Елиашива, первосвященик (Неєм 12: 22,23). У Неєм. 12:11 він названий Іонафаном. Йосип Флавій повідомляє, що  під час правління перського царя Артаксеркса II (404-358 рр. до Р.Х.) він вбив свого брата Ісуса. Знайдений в Елефантині папірус свідчив про те, що близько 410 р. до Р.Х., під час правління перського царя Дарія II,  був первосвящеником.
Іаддуй - син Іонафана, останній із згадуваних первосвящеників (Неєм 12: 11,22). Згідно Йосипу Флавію він займав цю посаду за часів Олександра Македонського.

## Еліністичний період
Онія I - юдейський первосвященик, син і наступник Адуя (Сучасник спартанського царя Арея, 1 Мак 12: 7-8, 20), сучасник єгипетського царя Птоломея Лігва і сирійського Селевка Нікатор (з 323 до 300 р до Р.Х.). Обіймав посаду первосвященика з 300-го по 280 р. до н.е. е. Саме в його час Птолемей I взяв Єрусалим і поклав початок сторічного панування Птолемейського Єгипту над Юдеєю. Це також той самий Онія, який, згідно з сумнівною історії в Першій книзі Маккавеїв, перший уклав союз зі Спартою.
У згаданому там листі, написаному в Спарті у Макавейський час, говориться:
1 Мак., 12: 7. "Ще раніше від Дарія [Арея], що царював у вас, надіслані були до первосвященика Оніі листи ..."
(Зрозуміло, ніякий Дарій ніколи спартанцями не правив. В іншому місці цієї глави спартанський цар згаданий як Арей (правління з 309-го по 265 р. до н.е.))
Симон Праведник - син і наступник первосвященика Оніі I, за своє благочестя і благодійність прозваний праведним (309-265), 1 Мак 12: 7-8, 20), (Сучасник Птолемея ІІ Філадельфа 283-246).
У 250 р. до н.е. е. первосвящеником став Онія II - син Симона Праведного, колишнього первосвященика після Манасії з 242 по 233 рік до Р.Х. У 2Мак 3: 4-5. Можливо, саме при Оніі II в Єгипті був здійснений грецький переклад Біблії - Септуагінта.
Після Онії II був його син Симон II, про кого з великим схваленням згадував Ісус, син Сираха: Сирах, 50: 1. Симон, син Оніі, первосвященик, за своє життя виправив будинок і укріпив храм ... Симон II, був первосвящеником приблизно з 219-го по 196 р. до н.е.. Саме в його час Антіох III Великий відвоював Юдею у Птолемеїв. Юдеї не брали участь у цій війні, і Антіох III залишив їх у мирі.
У 196 р. до н.е. син Симона ІІ Онія III вступив на посаду первосвященика. Він також зображений як благочестивий і святий, відданий консервативним навчанням юдаїзму. Це той самий Онія III, який згадується у Другій книзі Маккавеїв (3: 1). Він був чоловік побожний і своїми чеснотами придбав собі велику славу, але він жив в бурхливі часи і незаслуговано піддався гонінню, ненависті, засланню і насильницької смерті при Антіохові Єпіфанові.
Алкім Ненависний євреями як іноземний ставленик і прихильник грецьких звичаїв, Алкім по посиленні в тому ж році влади Маккавеїв був змушений знову піти в Антіохію, де він скаргами і наклепами на своїх одновірців викликав нову навалу на Юдею, сирійців під проводом Никанора і був знову поміщений в Єрусалимі за допомогою іноземних військ. Під цією твердинею Алкім продовжував справу еллінізірованія євреїв, т. Е. Злиття їх з греками, і з цією метою, розпорядився зруйнувати у дворі храму стіну, що відділяла місце, куди дозволений був доступ язичникам, але в той час, як оповідає хронікер він був вражений ударом і помер в тяжких муках. Сталося це в 23 день місяця Хешвон (в листопаді 159 року до н. Е.), І по остаточному восторжествованія Маккавеїв день цей був призначений народним святом.
До Єрусалиму вступили Хасмонеї. Первосвященики, які залишилися із лінії Садока втекли до Олександрії, де вони і переховувалися. Кінець династії Хасмонеев був трагічний. Один з підданих, що служили при царському палаці, влаштував переворот — і сам став царем, заснував нову династію, знищивши всіх нащадків Хасмонеїв. Це був Ірод.

## В правління Ірода
Коли Ірод приходить до влади, то він повертає священників із лінії Садока, які переховувались в Олександрії.  
Ананів один із перших первосвящеників у часи правління Ірода - (первосвященик Юдеї близько 36-35 рр. до н. е.) В ході війни Ірода проти Антігона, колишній юдейський цар Гіркан II опинився в Вавилонії, де місцеві євреї шанували його як царя, незважаючи на каліцтва, які завдав йому Антигон II, на попередження місцевих євреїв, Гіркан повернувся в Юдею. Після завершення довгої війни з Антигоном II, юдейський цар Ірод Великий, не бажаючи повернення до влади Хасмонеев, вирішив поставити первосвященика Ананія.
Ісус (син Фабі) - первосвященик (близько 30 р. до Р. Хр.), Був позбавлений влади Іродом Великим.
Симон (син Боетуса) - юдейський первосвященик. Йосип Флавій повідомляє, що Симон Кантера був первосвящеником за царя Агріппи I.
Іоазар (син Боетуса) - юдейський первосвященик. Походив з роду Боетуса. Як повідомляє Йосип Флавій, юдейський цар Ірод Великий близько 4 р. до н.е. е. призначив первосвящеником Іоазара, брата своєї дружини. Це був шостий первосвященик в царювання Ірода Великого. Примикав до садукеїв. Пізніше знову став первосвящеником, поки Ірод Архелай не змінив його в 6 році за участь у повстанні, проте приймачем призначив брата Іоазара Елеазара.

## В правління Архелая
Елеазар (син Боетуса) - юдейський первосвященик. Йосип Флавій повідомляє, що Елеазар став первосвящеником приблизно в 4 р. до н.е. е., або 3 р. до н. е., після Іоазара, при юдейському царі Іроді Архелаї, і що «Елеазар недовго був первосвящеником». Потім його змінив Ісус, син Сія.
Ісус (син Сія)- юдейський первосвященик. Йосип Флавій говорить, що Ісус став первосвящеником в 3 р. до н.е. е. або 1 р. до н.е., після Елеазара за царя Ірода Архелая. У 6 році Ісуса змінив Анан.

## Римський період
Анна (Анан), син Сета - первосвященик Юдеї з 6 по 15 рік. Тесть первосвященика Каяфи. Належав до партії саддукеїв. Анна був членом синедріону і брав участь в суді над апостолами Петром та Іоанном (Діян. 4: 6).
Ісмаїл (син Фабі) - юдейський первосвященик. Був первосвящеником при Агрипі II, який призначив його на цю посаду близько 58 р. Був гідним наступником первосвященика Пинхаса. Зумів здобути симпатії народу. Ісмаїл був дуже багатий; його мати виготовила одяг первосвященика для дня Всепрощення. Будучи одним з найвизначніших громадян в Єрусалимі, він був посланий з депутацією до імператора Нерона, але був затриманий римським урядом заручником. Після зруйнування Єрусалима був обезголовлений в Кирені і прославлений вчителями Закону.
Иосиф Каиафа (18 - 36 н. э.) – первосвященник в часи суда над Ісусом Христом.